# La Roca (película)
La Roca (título original: The Rock) es una película de acción estadounidense del año 1996, dirigida por Michael Bay y protagonizada por Sean Connery, Nicolas Cage y Ed Harris en los papeles principales. Nominada al premio Oscar al mejor sonido.
El nombre de la película, es una referencia al apodo que tradicionalmente ha recibido la prisión de Alcatraz.

## Argumento

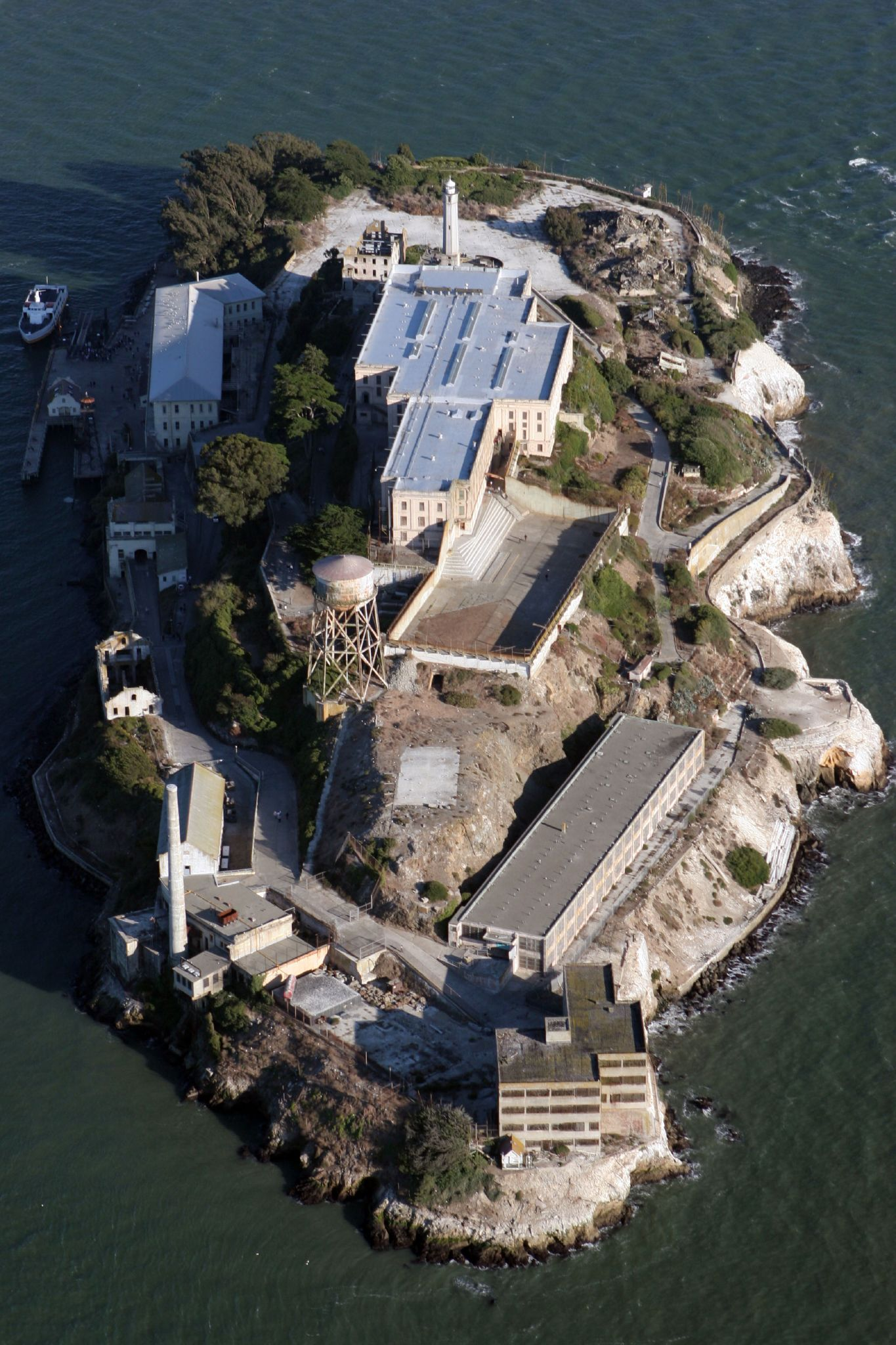
La prisión de alcatraz, apodada La Roca, es el escenario principal de la historia.

El general del Cuerpo de Marines de los Estados Unidos, Francis Hummel (Ed Harris); veterano y héroe de guerra, está cansado de ver cómo el Gobierno de su país difama la memoria de aquellos efectivos militares fallecidos en combate, y no compensando económica y moralmente a sus familias. Esto le lleva (junto con un grupo de Marines leales) a asaltar un arsenal naval y robar quince misiles cargados con el gas nervioso VX. Posteriormente asalta la antigua Prisión de Alcatraz, tomando 82 civiles como rehenes y amenazando con disparar los misiles a ciudad de San Francisco si no se le entrega la suma de cien millones de dólares, que él se encargaría de repartir entre las familias de los caídos.
Para la liberación de los rehenes, el Gobierno se ve obligado a confiar en un funcionario del laboratorio de armas químicas del FBI, Stanley Goodspeed (Nicolas Cage); y en el único hombre que en el pasado fue capaz de escapar con vida de Alcatraz, a la que se le conoce como "La Roca": el exagente secreto británico del SAS John Mason (Sean Connery), quien durante la década de 1960 había sido capturado después de espiar para el gobierno británico, robando unos microfilmes con toda la historia oscura de los Estados Unidos: los extraterrestres de Roswell, el asesinato de JFK, etc.
Mason es liberado de la cárcel en la que se encuentra y el agente encargado Ernest Paxton llega a un acuerdo para liberarlo a cambio de que les ayude a entrar por la misma ruta por la que se escapó. Mason inicialmente se niega, pero acaba aceptando después de que mejoren el trato dándole una suite en el hotel más lujoso de San Francisco. Cuando llegan, Mason deja colgado del balcón a James Woomack, el director del FBI ( responsable de su detención, treinta años atrás) y huye en un coche robado.
Goodspeed va tras él en una moto y lo sigue hasta un parque donde Mason se reencuentra con su hija Jade Angelou (la cual apenas le conoce). Goodsped se lo lleva antes de que llegue la policía para que su hija no volviese a pasar por el trauma de ver como lo detienen.
Mason y los agentes del FBI llegan a un centro de mando en el muelle de la bahía de San Francisco, donde, junto con el comandante de los Navy SEAL, Charles Anderson, trazan un plan para introducirse en la Roca. Mason proporciona datos importantes sobre cómo escapó (como el hecho de que huyó por la sala de las duchas y que esperó tres días a que la marea fuera la adecuada) pero no recuerda el método exacto, por lo que pide ir con el equipo, a lo que Woomack se niega, ya que podría escapar. Dado que no hay otra alternativa, Anderson acepta que los acompañe en la misión, bajo la amenaza de que le encerrara en la Roca si los traiciona.

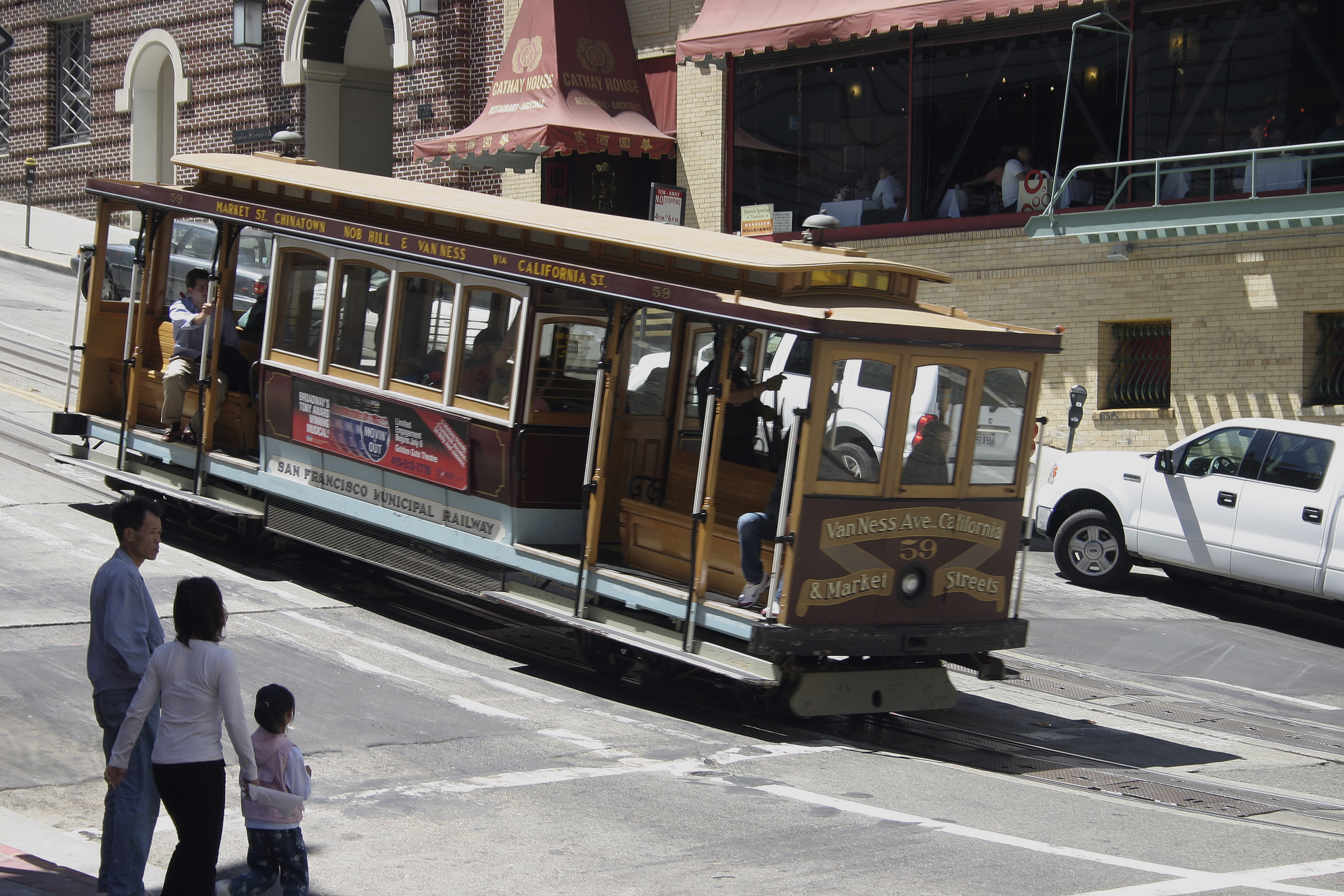
Un tranvía de San Francisco como el que aparece en la escena de la huida de Mason por las calles de dicha ciudad.

Entre tanto, Goodspeed intenta enseñar al equipo cómo tratar el gas Vx, pero Anderson le ordena acompañarlos, algo que no le gusta al agente del FBI porque, aparte de no saber nadar, no tiene experiencia alguna de combate. Luego, en el baño, Goodspeed revela a Paxton que está asustado por su novia embarazada, Carla Pestalozzi, y Paxton lo tranquiliza y le dice que lo haga por ellos (refiriéndose a su novia y a su hijo no nato) y que los SEAL lo protegerán.
Mason, Goodspeed y los SEAL son llevados a la Roca en un helicóptero Sikorsky SH-3 Sea King escoltado por dos helicópteros artillados AH-1 Cobra, los cuales actuarían de señuelos. Los SEAL logran entrar en Alcatraz buceando a través de los túneles, pero acaban siendo emboscados por los marines de Hummel en un cuarto de baño. Anderson intenta negociar con Hummel diciéndole que "entiende porqué hace esto", pero Hummel les ordena que depongan sus armas. Al no hacerlo se inicia un tiroteo en el que Anderson y los SEAL son asesinados, dejando a Mason y Goodspeed como únicos supervivientes.
Mason ve una oportunidad para escapar y desarma a Goodspeed, pero éste le pide que le ayude a desarmar los cohetes, ya que la hija de Mason también corre peligro, junto con la novia de Goodspeed, la cual está embarazada y había volado desde Washington para verle.
Mason y Goodspeed eliminan a varios equipos de marines, desactivando 12 de los 15 cohetes quitando los chips de guiado. Hummel amenaza con ejecutar a un rehén si no le devuelven los chips robados. Mason destruye los chips y se entrega a Hummel, dando a Goodspeed tiempo para desarmar los cohetes restantes. Aunque Goodspeed desactiva otro cohete, es capturado por los marines. Con la opción de rescate fracasada, el ejército utiliza el plan B: un ataque aéreo con aviones F/A-18 Hornet armados con bombas de plasma térmico que neutralizarían el gas nervioso, pero matarían a todos en la isla.
Goodspeed y Mason son encerrados en unas celdas. Goodspeed se resigna y opina que van a morir, pero le pregunta a Mason cómo había logrado salir de la celda. Mason fabrica un gancho y lo ata con una cuerda, que usa para mover la palanca de apertura. Cuando se agota el plazo para la transferencia del dinero, los marines lanzan un cohete lleno de gas hacia San Francisco, pero Hummel cambia las coordenadas del objetivo y el misil se desvía estrellándose en el mar. Hummel revela que la misión había terminado y que todo era una farsa, ya que nunca tuvo la intención de matar a civiles. Eso provoca una discusión con dos de sus subordinados, los capitanes Frye (Gregory Sporleder) y Darrow (Tony Todd), la cual acaba en un tiroteo en el que matan al mayor Tom Baxter (David Morse) (su segundo al mando) y hieren a Hummel gravemente, ya que si se rendían serían condenados a muerte por traición, además de perder el millón de dólares prometidos "por sus servicios".
Darrow y Frye continúan con el plan de disparar contra San Francisco. Mientras que Mason se ocupa del resto de marines, Goodspeed desarma el último cohete (cuya localización se la había dado Hummel con su último aliento). A medida que se acercan los cazas, Goodspeed mata a Darrow lanzando el último cohete (al que ha quitado la carga química) y arrastrándolo con él. Frye le persigue con intención de matarle, y en la pelea que sigue, Goodspeed mata a Frye rompiéndole una esfera de gas tóxico en la boca, lo que causa que el gas se libere al aire y Goodspeed tenga que inyectarse un antídoto para no morir. Cuando se recupera, Goodspeed hace señales a los cazas para que no suelten el plasma térmico, pero antes de abortar, uno de los pilotos suelta sus bombas. La explosión no afecta a las celdas con los rehenes, pero hacen que la onda expansiva mande a Goodspeed al océano. Mason lo rescata y le recrimina que haya tenido que salvarle la vida durante toda la misión.
Goodspeed deja que Mason se vaya, diciéndole que Woomack había roto el papel en el que se veía reflejado el indulto por ayudarlos. Cuando el FBI asegura la zona, Goodspeed les dice a sus superiores que Mason había muerto "volatilizado". Womack se sorprende, ya que quería haber visto el cadáver de Mason, pero Paxton no se lo cree, aunque le sigue el juego ante Womack. Algún tiempo después, Goodspeed y Carla, ahora casados, recuperan el microfilm que Mason había escondido y cuya ubicación se la había dado Mason antes de huir, el cual estaba en una iglesia.

## Personajes y elenco
| Actor             | Personaje                                     |
| ----------------- | --------------------------------------------- |
| Nicolas Cage      | Agente Especial del FBI Dr. Stanley Goodspeed |
| Sean Connery      | Capitán de la SAS John Patrick Mason          |
| Ed Harris         | General de la USMC Francis X. Hummel          |
| David Morse       | Mayor de la USMC Tom Baxter                   |
| John Spencer      | Director del FBI James Womack                 |
| William Forsythe  | Agente Especial del FBI Ernest Paxton         |
| Michael Biehn     | Comandante de la USN SEAL Charles Anderson    |
| Danny Nucci       | Teniente de la USN SEAL Shephard              |
| John C. McGinley  | Capitán de la USMC Hendrix                    |
| Tony Todd         | Capitán de la USMC Darrow                     |
| Gregory Sporleder | Capitán de la USMC Frye                       |
| Bokeem Woodbine   | Sargento de la USMC Crisp                     |
| Claire Forlani    | Jade Angelou                                  |
| Stuart Wilson     | General Al Kramer                             |
| Vanessa Marcil    | Carla Pestalozzi                              |
| Todd Louiso       | Marvin Isherwood                              |
| Greg Collins      | Soldado USMC Gamble                           |
| Brendan Kelly     | Soldado USMC Cox                              |
| Steve Harris      | Soldado USMC McCoy                            |
| Jim Maniaci       | Soldado USMC Scarpetti                        |
| Dennis Chalker    | US Navy Seal Boyer                            |
| Marshall Teague   | US Navy Seal Reigert                          |
| Duffy Gaver       | US Navy Seal Dando                            |
| Jim Caviezel      | Piloto F/A-18 Hornet                          |
| Celeste Weaver    | Stacy Richards                                |

## Controversias

### Censura
En el lanzamiento original en DVD en Reino Unido, la escena en la cual Connery lanza un cuchillo a través de la garganta de Scarpetti y le dice "nunca debes dudar" a Cage fue eliminada, aunque la escena fue mostrada en televisión. Consecuentemente, una escena posterior en la cual Connery le dice a Cage, "me alegro que no dudaste demasiado," perdió su impacto en los espectadores que no vieron la primera escena. Otros cortes incluyen la reducción de los impactos de bala en los pies de Gamble en la morgue a uno solo; un close-up de cara cuando grita mientras el condicionador de aire cae sobre el, el sonido de cuando Mason le rompe el cuello a un Marine y dos sangrientos balazos (a Hummel y Baxter), ambos cerca del término de la película.

### Programa Iraquí de armas químicas
Una escena de la película fue la base para descripciones incorrectas y falsas sobre el programa Iraquí de armas químicas. El Servicio de Inteligencia Secreto de Reino Unido creyó que Saddam Hussein continuaba produciendo armas de destrucción masiva por un agente falso que basó sus reportes en una película, según el Informe Chilcot.
En septiembre de 2002, el jefe del MI6, Sir Richard Dearlove dijo que la agencia adquirió información de una nueva fuente revelando que Irak estaba incrementando la producción de agentes químicos y biológicos de guerra. La fuente, de quién se decía tener "acceso directo", dijo que el personal superior estaba trabajando siete días una semana mientras que el régimen estaba concentrando sus esfuerzos en la producción de anthrax. Dearlove dijo que el jefe del Comité Conjunto de Inteligencia, Sir John Scarlett, que ellos estaban "al borde de un significante logro de inteligencia" el cual podría ser la "clave para desbloquear" el programa de armas de Irak.
Sin embargo, se hicieron preguntas sobre las afirmaciones del agente cuando se notificó que su descripción tenía un fuerte parecido con una escena de la película. "Se recalcó que los contenedores de vidrio no eran típicamente utilizados para municiones químicas, y que una película popular (La Roca) había retratado de manera inexacta que los agentes nerviosos eran llevados en collares de vidrio o esferas," declaró el Informe Chilcot. En febrero de 2003, un mes antes de la invasión de Irak - el MI6 concluyó que su fuente había estado mintiendo "por un periodo de tiempo" pero no pudo informar al Nro. 10 u otros, incluso aunque el primer ministro Británico Tony Blair había sido informado sobre ello. Según The Independent, los falsas afirmaciones de armas de destrucción masiva fueron la justificación del Reino Unido para ir a la guerra.
El coescritor del filme, David Weisberg dijo, "Lo que es tan impresionante es que cualquiera en la comunidad del gas venenoso sabría que esto era mierda total - mierda tan obvia". Weisberg dijo que no estaba sorprendido que un agente desesperado pudiera recurrir a películas por inspiración, pero mostró consternación ante el hecho de que las autoridades "no hicieron aparentemente la más basica comprobación de hechos o veto de la información. Si tan solo le hubieras preguntado a un experto en armas químicas, podría haber sido inmediatamente obvio que era ridículo". Weisberg dijo que recibió algunos "e-mails graciosos" sobre el reporte, pero sintió que "no es buen legado para la película". "Es trágico que hayamos ido a la guerra", concluyó.

## Recepción
La producción cinematográfica fue un gran éxito de taquilla en todo el mundo. Por un lado su director, Michael Bay, pudo hacer otras grandes producciones que arrasaron comercialmente como Pearl Harbor (2001) y Transformers (2007) y, por otro lado, también consagró a Nicolas Cage como uno de los grandes héroes de acción del cine estadounidense de la época.